# Проспект Науки (зупинний пункт)
Проспе́кт Нау́ки — пасажирський зупинний пункт Київської дирекції Південно-Західної залізниці в межах Київського залізничного вузла.

## Розташування
Розташований вздовж вулиці Пирогівський шлях та Столичного шосе, неподалік від місця виходу на Столичне шосе проспекту Науки (звідси й назва).
Платформа розміщується між зупинним пунктом Видубичі-Трипільські (2,5 км) та станцією Петро Кривоніс (2,3 км).

## Історія будівництва
Залізницю, на якій розташована платформа, було прокладено протягом 1981—1984 років, зупинний пункт виник на початку 1980-х років.

## Житлові мікрорайони
Поруч розташовані житлові мікрорайони Корчувате та Мишоловка Голосіївського району міста Києва.